# Крушение F-100 на Окинаве
Крушение F-100 ВВС США на Окинаве в 1959 году (яп.宮森小学校米軍機墜落事故) произошло на оккупированной Соединенными Штатами Окинаве, в результате чего погибли 18 человек.

## Крушение
В 10:40 F-100D Super Sabre ВВС США, пилотируемый 34-летним капитаном Джоном Г. Шмиттом-младшим из Чалмерса, штат Индиана, стал неуправляемым во время тренировочного вылета с авиабазы Кадена, расположенной в городе Кадена и Тятан. Шмитт благополучно катапультировался. Однако сам самолёт продолжил падение и рухнул на здание начальной школы Миямори и окружающие её дома, что привело к гибели 11 учеников и 6 жителей района и к повреждениям различной степени тяжести у 210 человек, в том числе у 156 учеников школы.
Сразу же после крушения к месту аварии прибыли подразделения военной полиции, которые приступили к спасательным работам. Большинство врачей, проживающих в центральной части острова Окинава, поспешили оказать помощь пострадавшим. Пожар, разбушевавшийся после крушения, был потушен через час, 27 зданий были уничтожены, восемь других зданий были разрушены частично. В момент катастрофы в начальной школе Миямори находилось около 1000 детей и учителей, и почти все дети находились на перерыве в конце второго часа занятий.

## Последствия
Крушение F-100 стала большой трагедией для Окинавы, поскольку жертвами стали в основном малолетние школьники, что вызвало рост неприязни к гражданской администрации островов Рюкю США со стороны жителей Окинавы. Катастрофа привела к ожесточенным протестам, всплеску антиамериканских настроений и к призывам свержения оккупационных властей США и возвращения острова под контроль правительства Японии. Американское правительство немедленно запустило кампанию по выплате компенсаций жертвам, выплачивая по 4500 долларов семьям погибших и от 2300 до 5900 долларов травмированным (в зависимости от степени инвалидности). В общей сложности было выплачено 119 066 долларов компенсации, но эта сумма составила лишь 10% от запрошенных жертвами сумм.
Власти США установили, что у F-100, несмотря на недавний ремонт на Тайване, произошло возгорание двигателя, и что Шмитт перед катапультированием пытался направить самолет в безлюдную холмистую местность.
В 1965 году на месте крушения была установлена мемориальная статуя жертвам катастрофы.
В 1976 году бывший ученик начальной школы Миямори умер в возрасте 23 лет от осложнений, связанных с ожогами, вызванными пожаром после авиакрушения. Его смерть увеличила количество погибших в результате катастрофы F-100 до 18 человек, а его имя было добавлено на памятник в 2010 году.
30 июня 2009 года 800 человек, в том числе бывшие ученики начальной школы Миямори и родственники погибших, посетили поминальную службу, посвященную 50-летию авиакатастрофы. Губернатор Окинавы Хирокадзу Накаима выступил на церемонии, сказав: «Жители Окинавы того времени были глубоко опечалены этой трагедией, в результате которого были утрачены жизни детей, у которых были свои мечты и надежды на будущее».

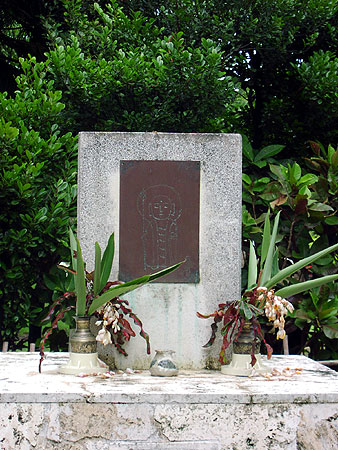
Мемориальная статуя в память о жертвах авиакатастрофы на Окинаве.

Крушение F-100 и его последствия были продемонстрированы в фильме «Химавари» режиссера Ёсихиро Ойкавы, выпущенном в 2012 году.

## См.также
- Катастрофа C-124 в Татикаве;
- Катастрофа C-131 в Мюнхене;
- Катастрофа B-52 на авиабазе Фэйрчайлд;
- Катастрофа DC-10 в Антарктиде.